# ميزانا بيجلي (بافيا)
ميزانا بيجلي (بالإيطالية: Mezzana Bigli)‏ هي بلدة تقع في مقاطعة بافيا بإقليم لومبارديا في شمال إيطاليا. تبلغ مساحة هذه المدينة 18.8 (كم²)، وترتفع عن سطح البحر 76 م، بلغ عدد سكانها 1147 نسمة في عام 2007 حسب إحصاء المعهد الوطني للإحصاء.

## السكان
في سنة 1861 بلغ عدد السكان 3٬009 نسمة، وتطور العدد ليصل في سنة 2011 لـ 1٬108 نسمة.
يظهر هذا المخطط البياني تطور النمو السكاني لـ ميزانا بيجلي (بافيا)